# Ḡ
Das Ḡ (kleingeschrieben ḡ) ist ein Buchstabe des lateinischen Schriftsystems. Er besteht aus einem G mit übergesetztem Makron.
Das Zeichen wird zur Transliteration des georgischen Alphabets verwendet. Dort stellt es den stimmhaften velaren Frikativ /⁠ɣ⁠/ dar und transliteriert den georgischen Buchstaben ღ. Im Kokota, einer kleinen Sprache auf der Insel Santa Isabel, wird das Ḡ ebenfalls verwendet und wie das deutsche G ausgesprochen, wogegen das dortige G wiederum den stimmhaften velaren Frikativ darstellt.

## Darstellung auf dem Computer
Unicode kodiert das Ḡ an den Codepunkten U+1E20 (Großbuchstabe) und U+1E21 (Kleinbuchstabe).
In TeX kann man das Ḡ mit den Befehlen \=G und \=g bilden.